# Тимирязево (Ивановская область)
Тимиря́зево — село в Лухском районе Ивановской области России. Административный центр Тимирязевского сельского поселения.

## География
Село находится в 5 км к северу от районного центра, посёлка Луха. Расположено на дороге Лух — Вичуга — Кинешма, на правом берегу реки Лух при впадении в неё реки Возополи.

## История

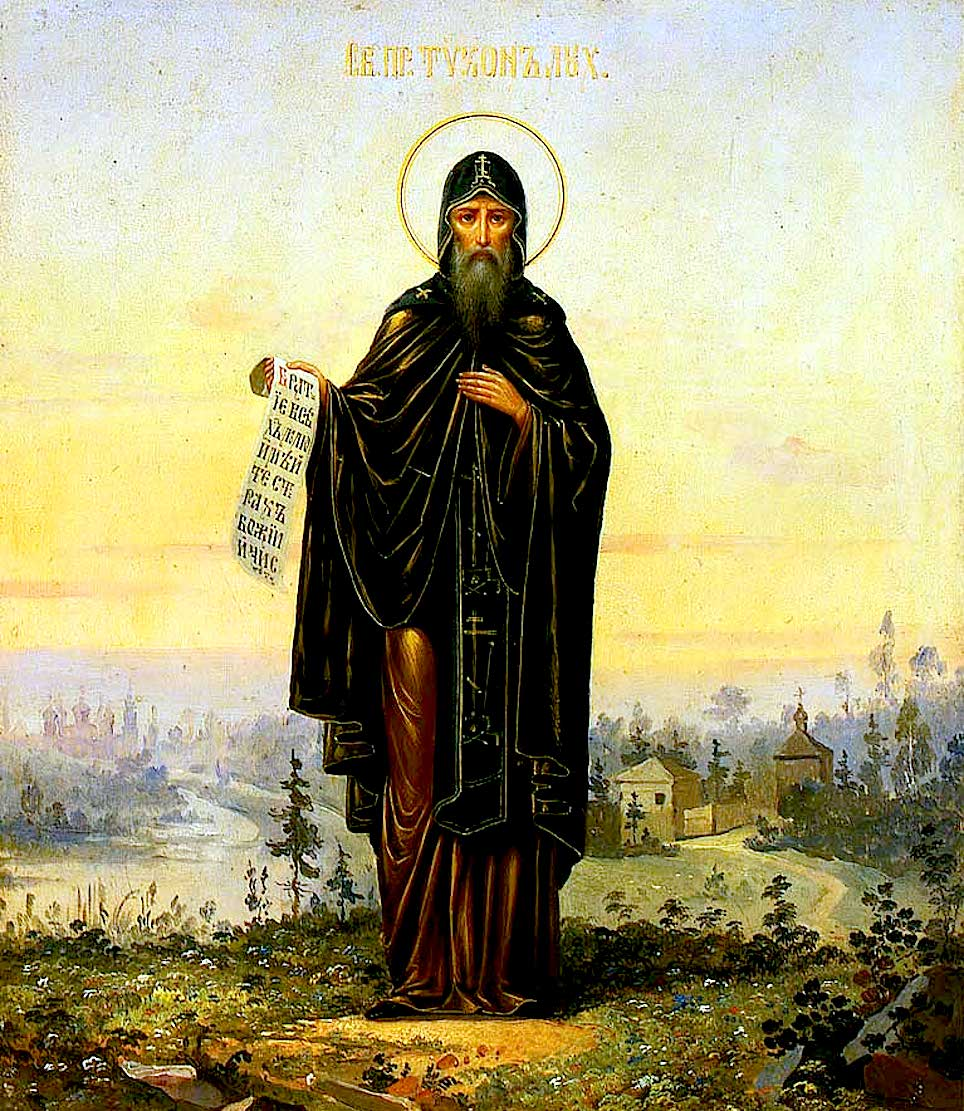
Преподобный Тихон Луховской, основатель монастыря, давшего начало слободе. Палехская икона, начало XX века

К 1498 году владельцем местных земель (Лух, Вичуга, Кинешма и Чихачев со смежными селениями) стал князь Фёдор Бельский. В духовном завещании великого князя московского Ивана III говорится, что эти земли были отданы Фёдору Бельскому великим князем в приданое своей племяннице Анне Васильевне — дочери его сестры княгини Анны Рязанской (тоже Анны Васильевны). В 1498 году на месте слияния рек Луха и Возополи инок-отшельник Тихон, поддерживаемый князем Бельским, основал скит, будущий Николо-Тихонов монастырь. Первой постройкой скита на этой земле стала маленькая деревянная церковь во имя Николая Чудотворца. Монастырь первоначально назывался Николаевским. К западу от монастыря, по другую сторону от дороги образовалась небольшая слободка, где жили в основном труженики, обслуживавшие монастырь. Прежнее название села — Подмонастырская слобода.
В 1570 году Тихон был канонизирован Русской церковью в лике преподобных. С этого времени монастырь стал называться Тихоновой пустынью. Когда основатель монастыря был прославлен и причислен к лику святых, князь Иван Бельский, сын Дмитрия Бельского, чьей вотчиной был город Лух с окрестностями, пожертвовал Тихоновой пустыни 36 деревень и починков. По смерти князя (1571 год), на помин его души из княжеских вотчин монастырю были приложены ещё деревни. Участие знатного рода князей Бельских в становлении монастыря способствовало росту его благосостояния. К концу XVI века слободка разрослась в большое торговое село.
В Смутное время игумен монастыря Иона Балахонец выступил с воззванием к жителям Луха и других городов, призывая всем сообща потрудиться для избавления православной веры. Имевшие опыт в ратных делах монастырские крестьяне присоединились к большому отряду лушан, выступивших на соединение с войском Минина и Пожарского. Монастырь выделил деньги на ополчение. В 1668 году в слободе произошёл большой пожар, монастырские постройки также сгорели дотла.
В период царствования Екатерины II шли приготовления к преобразованию всех монастырей. В 1764 году состоялось обнародование особых монастырских штатов. Тихонова пустынь была отнесена к третьему классу. Все монастырские владения полностью отошли в казну. Вместо них монастырям было положено содержание. Но, помимо этого, посадские люди, дворяне и крестьяне несли в монастырь приношения. Средства накапливались, и монастырь благоустраивался. В 1791 году в пустыни было учреждено духовное училище для детей церковнослужителей. С восшествием на престол императора Павла монастырям были дарованы земли и возвращены другие угодья. Тихоновой пустыни были возвращены мельница на реке Лух близ деревни Городка, рыбные ловли по Луху и Возополи, а также около 20 десятин земли рядом с монастырём.
В XIX веке монастырь переживал расцвет. В 1814 году духовное училище было разделено на приходское и уездное. Действовали четыре класса. Они служили подготовительными для семинарии. В 1816 году в училище было 200 учеников, пять учителей; в 1833—1835 году — 300 учеников. В 1847 году духовное училище было переведено в Кинешму.
Напротив западного участка монастырской ограды имелась большая площадь, где ежегодно устраивалась Тихонова ярмарка. На ярмарке, в частности, шла «лошадям продажа великая».
Постепенно Подмонастырская слобода стала не только духовным, но и культурным, просветительным и торговым центром. Расцвета село достигло в начале XX века. В 1903 году на знаменитой ярмарке торговали не только российские, но и иностранные купцы, в том числе из такой в то время экзотической страны, как Китай. Возникла ткацкая промышленность.
Смена власти в 1917 году прошла мирно. 28 января 1918 года общее собрание граждан Подмонастырской земской управы и волостного суда учредили Совет крестьянских депутатов и революционный трибунал.
На 4-м съезде Совета депутатов Вичугского района было внесено предложение выйти с ходатайством во ВЦИК о закрытии Тихонова монастыря.  В начале 1920-х годов монастырь как церковное учреждение был закрыт, иноки изгнаны.
С 1925 года по 1926 год в Подмонастырском сельсовете было организовано 12 пожарных команд, вырыто 12 прудов, для сенокошения осушено пять заболоченных лугов. В 1926 году сельсовет был награждён трактором «Фордзон».
В 1929 году в зданиях монастыря были организованы машинно-тракторная станция, начальная школа и жилье для рабочих и учителей.
В начале 1931 году Подмонастырская слобода была переименована в село Тимирязево.
В 1931 году монастырь был осквернён: были уничтожены иконостас, рака преподобного Тихона и древнее монастырское кладбище, мощи преподобного были утрачены, монастырская утварь разграблена. В 1936 года в связи с антирелигиозной кампанией были сняты кресты, часть колоколов, разрушена большая часть глав.
В 1995 году монастырь был возрождён.

## Население
| 1872 | 1897 | 1907 | 2002 | 2010 |
| ---- | ---- | ---- | ---- | ---- |
| 427  | ↗595 | ↘587 | ↗681 | ↘658 |

## Инфраструктура
Предприятия села выращивают лён, производят корма, разводят семена многолетних трав и белковых культур.

Проведена телефонная линия, село негазифицировано. Имеются почтовое отделение, школа, культурно-досуговый комплекс, магазин, закусочная.
С 2004 года при Николо-Тихонове монастыре действует детский приют. Является подразделением Фонда святого Тихона Луховского. В приюте проживают социальные сироты. Воспитанники находятся под опекой одного из насельников монастыря. 
Также при монастыре действует кадетское подразделение, в которое входят как воспитанники приюта, так и дети из благополучных семей. Дети проходят начальную военную подготовку, занятия рукопашным боем, выезжают в летние лагеря. Учатся в Тимирязевской средней школе.

## Достопримечательности
- Николо-Тихонов монастырь
- Храм Покрова Пресвятой Богородицы
- Обелиск в память воинов Тимирязевского сельского поселения, павших на полях сражений в годы Великой Отечественной войны[5].

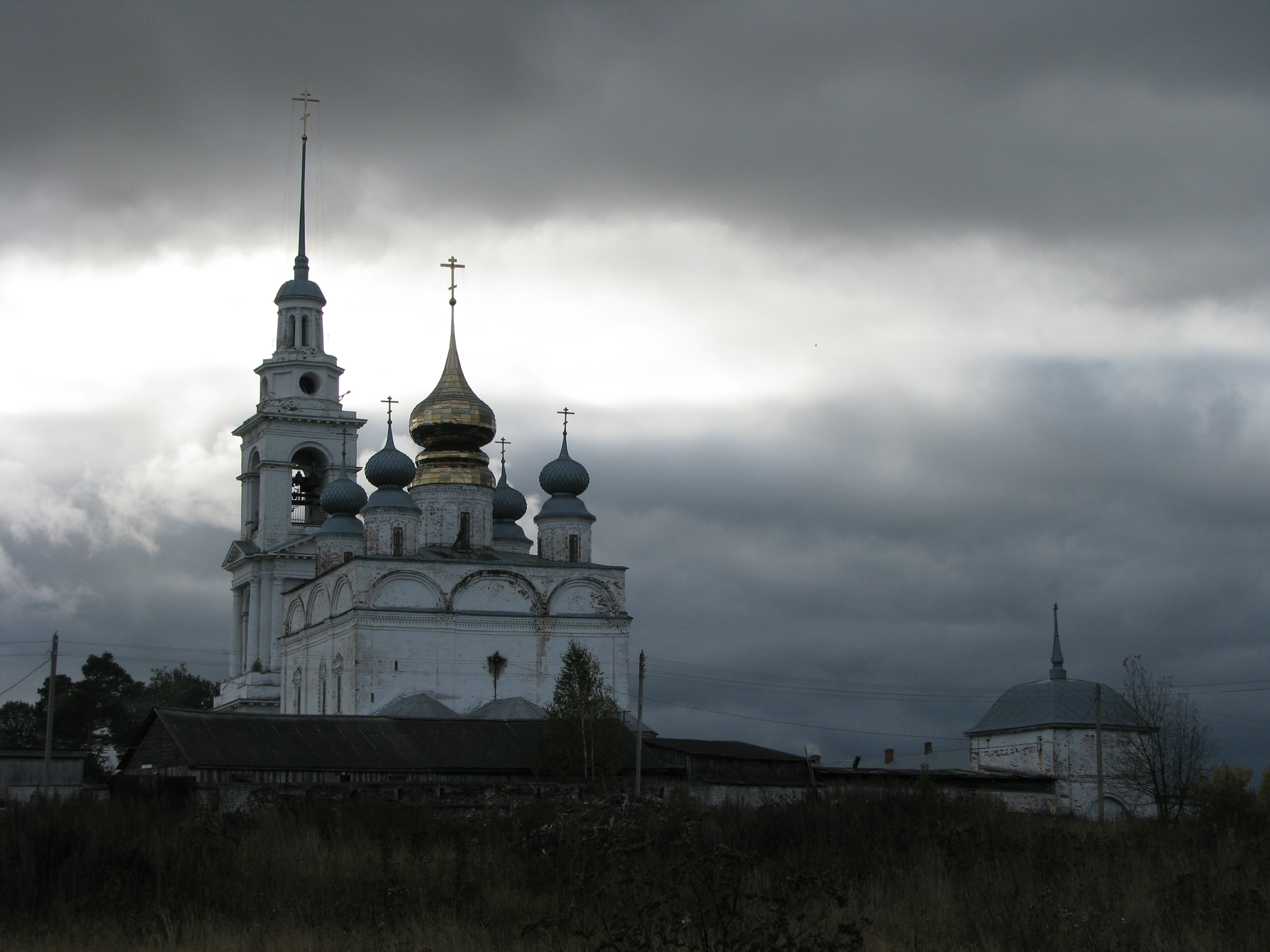
Николо-Тихонов монастырь
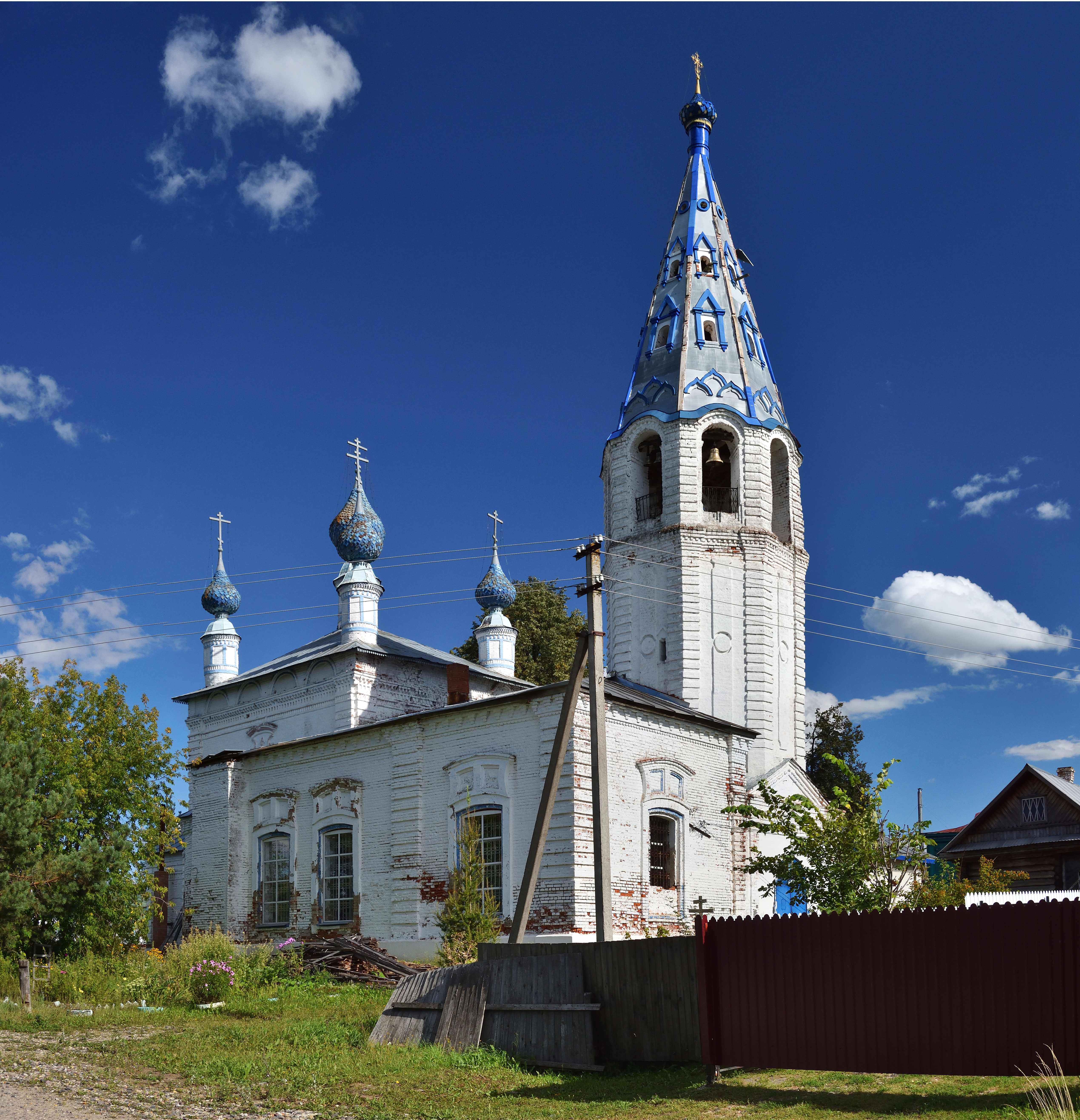
Храм Покрова Пресвятой Богородицы
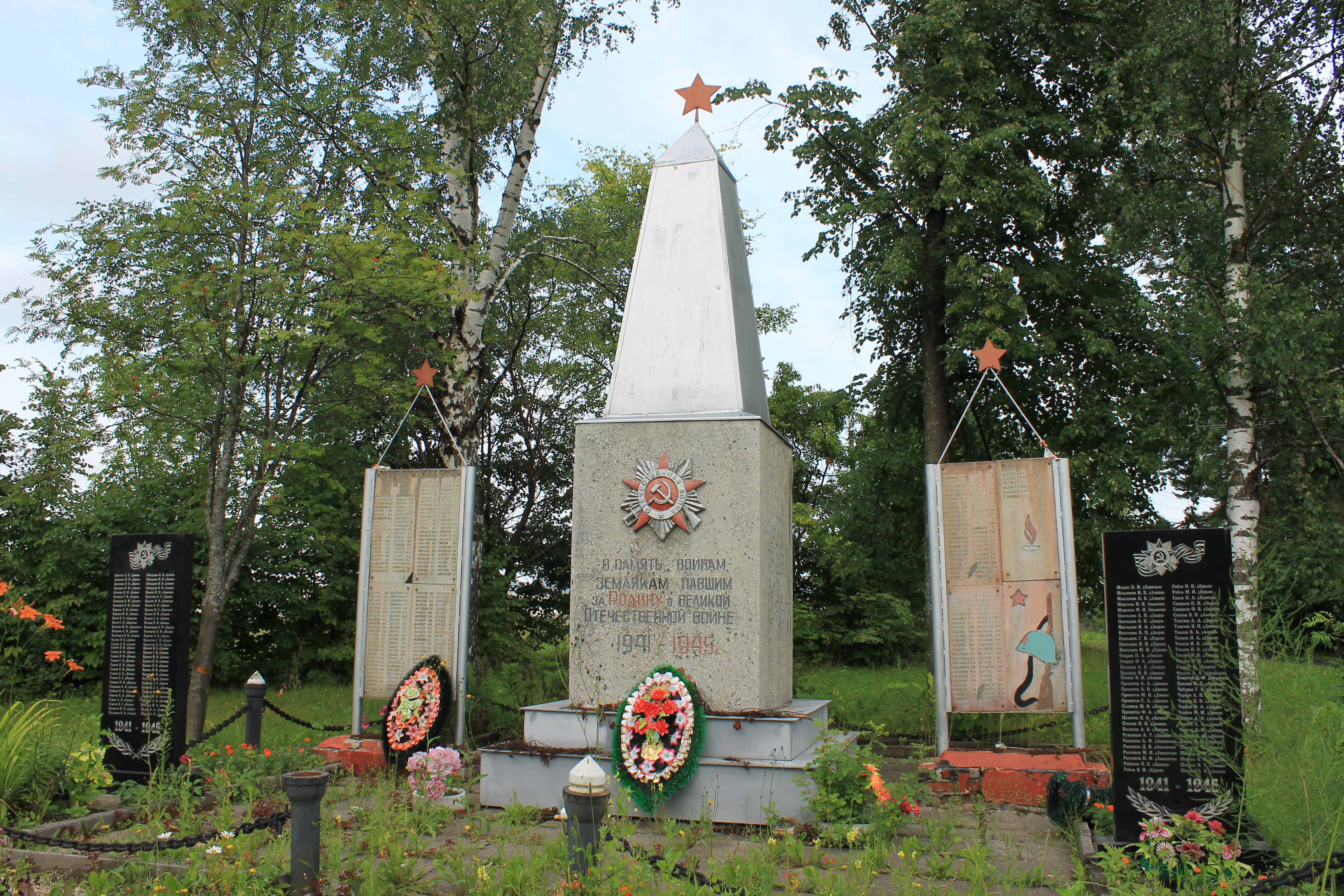
Памятник воинам-землякам, павшим в Великой Отечественной войне

## Транспорт
Село доступно по региональной автодороге 24Н-035, называющаяся в черте поселения ул. Центральная.